# Vicente Barbas
Vicente Barbas fue un militar de las guerras de independencia de las naciones del Río de la Plata. 

## Breve biografía
Durante el sitio del baluarte realista de Montevideo, se efectuó una incursión sobre la batería y depósito realista en la Isla de las Ratas. 
El 15 de julio de 1811 se efectuó el exitoso asalto de la Isla de las Ratas, que estuvo al mando del capitán del Regimiento Dragones de la Patria Juan José Quesada, con el teniente de Dragones José Caparrós como su segundo, mientras que el mando de los botes, provistos por pescadores del arroyo Miguelete, correspondía al teniente de Marina Pablo Zufriategui, quien tenía por segundo al piloto y entonces ayudante interino de artillería Vicente Barbas.